# Tupolev Tu-123
Tupolev Tu-123 Yastreb (Đại bàng, tiếng Nga: Ястреб) là một trong những loại máy bay trinh sát không người lái đầu tiên của Liên Xô, được bắt đầu phát triển vào năm 1960. Đôi khi còn gọi là "DBR-1", được đưa vào phục vụ năm 1964.

## Tính năng kỹ chiến thuật
Đặc điểm tổng quát
- Kíp lái: None
- Chiều dài: 27.84 m (91 ft 4 in)
- Sải cánh: 8.41 m (27 ft 7 in)
- Chiều cao: 4.78 m (15 ft 8 in)
- Trọng lượng rỗng: 11.450 kg (25.250 lb)
- Trọng lượng có tải: 35.610 kg (78.520 lb)
- Động cơ: 1 × Tumansky KR-15, lực đẩy 98,1 kN (22.046 lbf)

Hiệu suất bay
- Vận tốc cực đại: 2.700 km/h (1.675 mph)
- Tầm bay: 3.200 km (2.000 dặm)
- Trần bay: 22.800 m (74.800 ft)